# Homme endormi (Carolus-Duran)
L’Homme endormi est une peinture à l'huile sur toile réalisée par le peintre français Carolus-Duran. Peinte en 1861, elle fait suite à une autre tableau de l’artiste La Visite au convalescent. La toile est exposée au Palais des Beaux-Arts de Lille dans le Nord de la France.

## Description
La toile mesure 87 × 85 cm (115,2 × 112,5 cm avec l'encadrement). Elle représente un homme, vu à mi-corps, endormi assis sur une chaise, la tête de profil posée sur un oreiller. Le col de sa chemise est ouvert, les manches légèrement retroussées. Une lavallière rouge est dénouée et tombe de chaque côté de sa chemise blanche. L’inconnu est brun avec des cheveux mi-longs, une moustache et une barbe fournie. Ses paupières closes sont foncées. 
Sur une table de chevet à sa droite sont posés un verre, un livre et ce qui pourrait être une bourse rouge. 
La peinture est signée et datée en bas à droite sur l’accoudoir « 1861/Carolus Duran ». 

## Histoire
Cette toile est une variante d'un autre tableau intitulé La Visite au convalescent que Carolus-Duran a réalisé l’année précédente, laquelle œuvre lui vaut de remporter le Prix Wicar en 1861. L’artiste insatisfait de son œuvre la découpe en 2 toiles : l’une pour le chien, l’autre pour le convalescent. 
L'Homme endormi est présenté au Salon des artistes français de Paris de 1861. Carolus-Duran qui a vu en 1855 à l'Exposition universelle la toile de Gustave Courbet, L’Homme blessé, s’en est inspiré pour ses deux œuvres.
L'Homme endormi est offert par l'artiste en personne au musée de Lille l'année suivante.

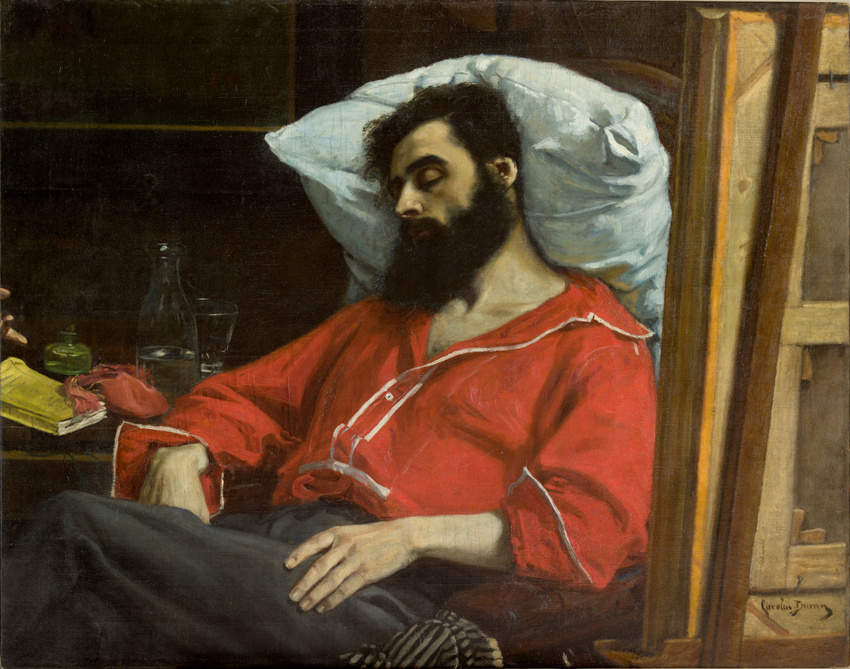
Le Convalescent.
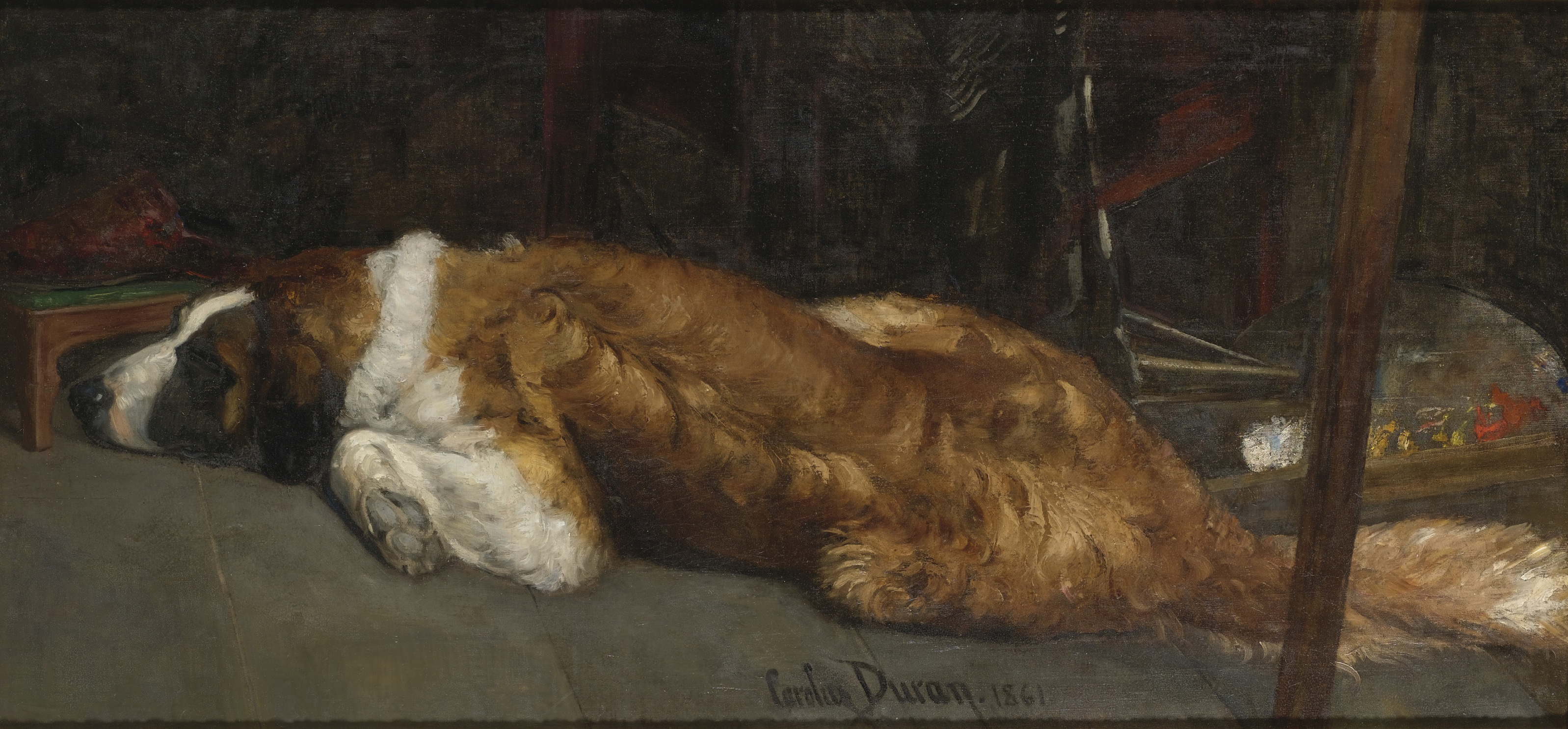
Le chien de La visite au convalescent.
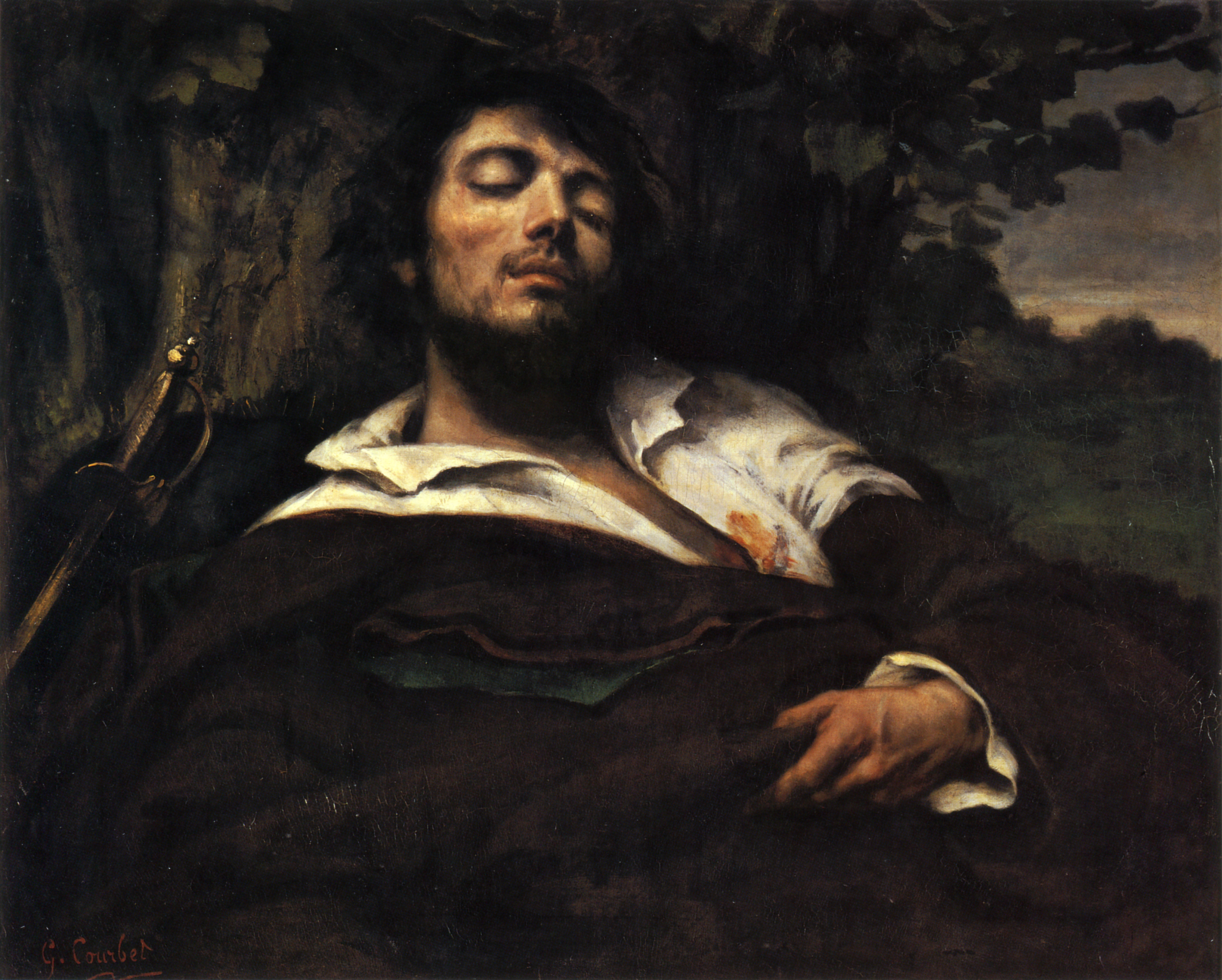
L'homme blessé de Courbet.
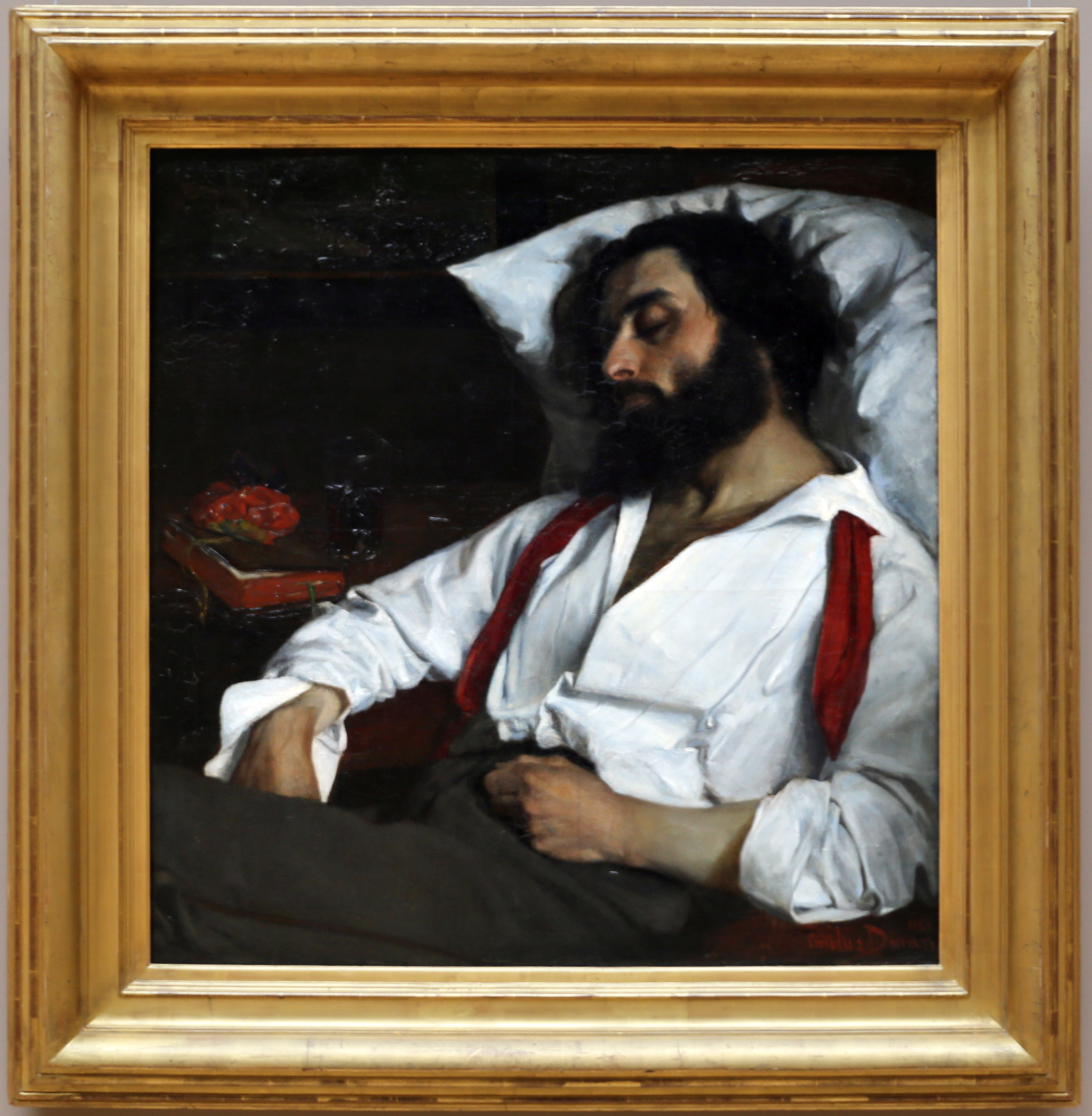
La toile avec son encadrement.